# Puccinia arundinellae
Puccinia arundinellae ist eine Ständerpilzart aus der Ordnung der Rostpilze (Pucciniales). Der Pilz ist ein Endoparasit der Süßgrasgattung Arundinella. Symptome des Befalls durch die Art sind Rostflecken und Pusteln auf den Blattoberflächen der Wirtspflanzen. Sie kommt in Südafrika und Südostasien vor.

## Merkmale

### Makroskopische Merkmale
Puccinia arundinellae ist mit bloßem Auge nur anhand der auf der Oberfläche des Wirtes hervortretenden Sporenlager zu erkennen. Sie wachsen in Nestern, die als gelbliche bis braune Flecken und Pusteln auf den Blattoberflächen erscheinen.

### Mikroskopische Merkmale
Das Myzel von Puccinia arundinellae wächst wie bei allen Puccinia-Arten interzellulär und bildet Saugfäden, die in das Speichergewebe des Wirtes wachsen. Aecien oder Spermogonien der Art sind nicht bekannt. Die gelben Uredien des Pilzes wachsen meist oberseitig auf den Blättern des Wirts. Ihre hyalinen Uredosporen sind breitellipsoid bis eiförmig, 23–30 × 20–24 µm groß und fein stachelwarzig. Die beidseitig wachsenden Telien der Art sind schwarzbraun, kompakt und früh unbedeckt. Die klar haselnussbraunen Teliosporen sind zweizellig, bisweilen längsseptiert, in der Regel eiförmig bis ellipsoid und 40–56 × 22–30 µm groß. Ihre Stiele sind gelblich bis farblos und bis zu 160 µm lang.

## Verbreitung
Das bekannte Verbreitungsgebiet von Puccinia arundinellae umfasst Südafrika, Indien und Myanmar.

## Ökologie
Die Wirtspflanzen von Puccinia arundinellae sind diverse Arundinella-Arten. Der Pilz ernährt sich von den im Speichergewebe der Pflanzen vorhandenen Nährstoffen, seine Sporenlager brechen später durch die Blattoberfläche und setzen Sporen frei. Die Art verfügt über einen Entwicklungszyklus, von dem bislang lediglich Telien und Uredien sowie deren Wirt bekannt sind; Spermogonien und Aecien konnten dem Pilz nicht zugeordnet werden.